# Малкия Немо (филм)
„Малкия Немо“ (на английски: Little Nemo), с пълно заглавие „Уинзор МакКей: Известният художник на Хералд и неговия жив комикс“ (Winsor McCay: The Famous Cartoonist of the N.Y. Herald and His Moving Comics), е американски късометражен анимационен ням филм от 1911 г. на американския художник Уинзор МакКей, базиран на персонажите от неговия комикс „Малкия Немо в Страната на сънищата“. Считан е за един от първите анимационни филми.
През 2009 г. „Малкия Немо“ е избран за съхранение от „Национален филмов регистър на САЩ“ на Библиотека на Конгреса.

## Създаване
Уинзор МакКей работи художник и картонист по времето когато започва да прави комикс стрипа за вестници „Мечтите на Реърбит Фийнд“ (1904-11) и „Малкия Немо в Страната на сънищата“ (1905-14). От 1906 г. МакКей прави обиколки в страната с водивилни изпълнения, като представя различни истории и рисува на дъска пред жива публика.

## Влияние
Уолт Дисни възпрема технологията на рисуване на анимационни филмчета от Уинзор МакКей. Дисни прави своите анимационни персонажи по модела на своя предшественик. МакКей работи върху редица анимации, като всеки един кадър рисува ръчно. Разработнката на аниматора вдъхновява цялата продукция на създаване на анимация през 20-те, включително и тази на Дисни.